# بلدية فيكومنيكي
بلدية فيكومنيكي هي بلدية في لاتفيا، بلغ عدد سكانها 7٬999  نسمة، في 2017، عاصمتها Vecumnieki ‏، تبلغ مساحتها 844 كيلومتر مربع.

## الموقع
تشترك في الحدود مع:
- بلدية بالدون
- بلدية نيريتا  [لغات أخرى]‏
- بلدية بوسكا
- بلدية ياونيلغافا  [لغات أخرى]‏
- بلدية كغومس
- بلدية إيكافا.

## التقسيمات الإدارية
- Vecumnieki Parish [الإنجليزية]‏
- Stelpe Parish [الإنجليزية]‏
- Valle Parish [الإنجليزية]‏
- Bārbele Parish [الإنجليزية]‏
- Kurmene Parish [الإنجليزية]‏
- Skaistkalne Parish [الإنجليزية]‏.